# María Rostworowski
María Rostworowski
María Rostworowski Tovar de Diez Canseco, née le 8 août 1915 à Lima et morte dans la même ville le 6 mars 2016, est une historienne péruvienne, connue pour ses publications sur les civilisations andines et l’État inca. 

## Biographie
Rostworowski naît à Lima en 1915. Son père est Jan Jacek Rostworowski, un aristocrate polonais, et sa mère, Rita Tovar del Valle, vient de Puno.
Elle étudie dans diverses écoles en Pologne, en France, en Belgique et en Angleterre. Elle est une élève de l’historien péruvien Raúl Porras Barrenechea a l’université nationale de San Marcos. Elle rejoint l’Action populaire à sa fondation.
Elle épouse son cousin, le comte Zygmunt Broel-Plater, un membre de la noblesse polonaise. Mais ils divorcent, et elle se marie avec Alejandro Diez-Canseco Coronel-Zegarra. À la mort de ce dernier en 1961, elle déménage vers la léproserie de San Pablo, afin de travailler en tant que missionnaire. Sous le gouvernement de Belaúnde Terry, elle devient assistante culturelle à l’ambassade d’Espagne.
Durant ses études à l’université nationale principale de San Marcos, elle est élève notamment de Raúl Porras Barrenechea, qui l’introduit à la méthodologie historique et à l’analyse des sources, et de l’anthropologue nord-américain John Murra, qui l’encourage à étudier l’histoire ethnique. Associée à l’Institut des Études péruviennes dès ses débuts, elle publie de nombreuses œuvres sous ses auspices, dont l’Historia del Tahuantinsuyo, l’œuvre de science sociale la plus vendue dans l’histoire du Pérou.
Les contributions de Rostworowski à l’historiographie, principalement péruvienne, sont importantes. Dans son premier livre, Pachacútec Inca Yupanqui (1953), elle met en lumière le rôle du gouvernement inca, quoique contesté, dans l’expansion de l’État inca. Elle fait également des investigations importante dans le domaine des sociétés précolombiennes de la côte péruvienne, lequel n’est pas étudié de manière concrète auparavant. Elle étudie également les genres et les cultes précolombiens.
Vers la fin de sa carrière, elle propose une organisation diarchique, soutenue notamment par l’archéologue français Pierre Duviols, et développe sa théorie d'une organisation socio-économique basée sur le concept ethnologique de la réciprocité (institutionnelle), et de l'existence d'une classe sociale spécialisée pour le troc sur la côte centrale péruvienne. De plus, elle insiste sur le caractère singulier et andin de l'État inca, refusant de le qualifier d’empire, même si, selon l'historien Waldemar Espinoza Soriano, elle utilise l’expression « empire inca » dans les conversations privées, ayant des doutes sur le caractère exact de l'État.

## Mort
Elle meurt le 6 mars 2016, à l'âge de 100 ans. Elle est enterrée au cimetière Jardines de la Paz, à Lurin.

## Publications

### Œuvres originales
- Pachacútec Inca Yupanqui (1953)
- Curacas y sucesiones: costa norte (1961)
- Los ascendientes de Pumacahua (1963)
- Ethnia y sociedad: costa peruana prehispánica (1977 y 1989)
- Señoríos indígenas de Lima y Canta (1978)
- Recursos  naturales renovables y pesca: siglos XVI y XVII (1981)
- Estructuras andinas del poder: ideología religiosa y política (1983)
- La mujer en la época prehispánica (1986)
- Entre el mito y la historia: psicoanálisis y pasado andino, con Max Hernández, Moisés Lemlij, Luis Millones y Alberto Péndola (1987)
- Conflicts over Coca Fields in XVI century Perú (1988)
- Historia del Tahuantinsuyu (first edition: 1988)...[ 2001].
- Doña Francisca Pizarro: una ilustre mestiza (1534–1598) (1989)
- Pachacámac y el Señor de los Milagros: una trayectoria milenaria (1992)
- Las visitas a Cajamarca. 1571-72/1578.
- Documentos (1992, 2 volumes, ensemble avec Pilar Remy)
- Ensayos de historia andina (1993 y 1998)
- La mujer en el Perú prehispánico (1995)
- Kon, el dios volador y el pequeño Naycashca, avec des illustrations de Claudine Gaime (1995)
- La muerte del sol y otros cuentos del Antiguo Perú (1996)
- El origen de los hombres y otros cuentos del Antiguo Perú (1996)
- María Fernanda Alvarado Ágreda (1996)
- Pachacútec y la leyenda de los chancas (1997)
- El señorío de Pachacámac (1999)
- Historia de los Incas (Lima: Editorial Bruño, 1999)
- Los Incas (Lima: Fundación Telefónica, 2000) (in CD-ROM).
- Incas Enciclopedia temática del Perú. El Comercio edition, Lima (2004)
- Obras completas (2005)

### Éditions en français
- Le Grand Inca: Pachacútec Inca Yupanqui (2008), Éditions Tallandier, traduit par Simon Duran